# Lachnus siniquercus
Lachnus siniquercus är en insektsart. Lachnus siniquercus ingår i släktet Lachnus och familjen långrörsbladlöss. Inga underarter finns listade i Catalogue of Life.